# Jan Hora (Wasserballspieler)
Jan Hora (* 25. November 1900 in Prag; † 12. Dezember 1953 ebenda) war ein tschechoslowakischer Wasserballspieler.

## Karriere
Hora begann seine Karriere im Wasserballsport im Jahr 1917 beim AC Sparta Praha. 1919 war er einer der Mitgründer des Vereins APK Praha. 1920 nahm er an den Olympischen Spielen in Antwerpen teil. Hier erreichte er mit der tschechoslowakischen Nationalmannschaft den elften Rang. Vier Jahre später folgte seine zweite olympische Teilnahme – bei den Spielen in Paris wurde er im Wasserball Sechster. Im selben Jahr schloss er sein Jurastudium mit der Promotion ab. Im Anschluss war er einige Jahre Präsident des APK Praha. Zusätzlich arbeitete er nach Beendigung seines Studiums als Polizeikommissar. 1938 wurde er zum Polizeirat befördert. Nach Ende des Zweiten Weltkriegs war er im Innenministerium tätig. 1948 war er Chefermittler in den Ermittlungen zum Tod von Jan Masaryk.